# Gynoplistia aculeata
Gynoplistia aculeata là một loài ruồi trong họ Limoniidae. Chúng phân bố ở miền Australasia.